# Edward Enninful
Edward Enninful est le rédacteur en chef du British Vogue de 2017 à 2024. Né au Ghana en 1972, il est un défenseur de longue date pour plus de diversité et une meilleure représentation dans l'industrie de la mode.  Sans formation de journaliste, il commence sa carrière à 18 ans au magazine britannique i-D et y reste deux décennies. Il est alors le plus jeune à avoir été nommé rédacteur en chef d'un grand titre de mode international. Il travaille ensuite pour les éditions américaine et italienne de Vogue et devient « Creative Fashion Director » pour le magazine W. Il est nommé rédacteur en chef du Vogue anglais en 2017, faisant de lui le seul rédacteur noir de l'histoire à diriger l'un des 26 magazines Vogue. Il modernise ce dernier, bousculant les conventions établies. Entre-temps, Edward Enninful est fait officier de l'Ordre de l'Empire britannique ; il reçoit également d'autres distinctions au cours de sa carrière. Par la suite, Edward Enninful est en couverture du Time Magazine.

## Biographie

### Débuts
Edward Enninful est né au Ghana. Très jeune il émigre à Ladbroke Grove à Londres, avec ses parents ainsi que cinq frères et sœurs et y grandit,. Son père est militaire. Sa mère travaille comme couturière. Elle l'inspire avec les couleurs et les tissus aux motifs vifs qu'elle utilise pour créer des vêtements pour ses amis anglo-ghanéens. Elle lui apprend la couture. Mais il souhaite devenir avocat.
À l'âge de 16 ans, Edward Enninful est repéré dans un train par le styliste Simon Foxton. Quelques semaines plus tard, il est photographié avec Foxton chez lui, par Nick Knight, un photographe d’i-D. À l'âge de 17 ans, il est présenté à Terry Jones (en), fondateur de ce même magazine. Il commence à aider la directrice de la mode Beth Summers qui travaille au sein d'i-D. Il termine ses études et obtient un diplôme en art de la Goldsmiths, University of London ; tout en jonglant avec sa carrière de mannequin, ses activités d'assistant pour Simon Foxton et de « fashion editor » avec Beth Summers. Cette dernière quitte le magazine quelques semaines après le 18e anniversaire d'Edward Enninful ; Terry Jones lui donne le poste.

### Carrière

#### i-D
À l'âge de 18 ans, la position d'Edward Enninful en tant que directeur de mode chez i-D a fait de lui le plus jeune directeur de mode pour une publication internationale. Il devient connu pour son élégance avant-gardiste, qui devient elle-même sa marque de fabrique. Il est souvent habillé d'un costume noir Prada. Une grande partie de son inspiration arrive de la rue : « Nous, les Britanniques, devons personnaliser nos vêtements, nous devons être plus créatifs, en vous informant de qui vous êtes - et je suis toujours obsédé par la rue ». Les looks qu'il présente dans les publications contribuent à alimenter le mouvement grunge au début des années 1990.

#### Vogueitalien
En 1998, Edward Enninful devient collaborateur (« Contributing Fashion Editor ») du Vogue Italie. Selon l'intéressé, travailler avec la rédactrice en chef Franca Sozzani et le photographe Steven Meisel l'a propulsé vers la maturité en tant que styliste. « Je dis toujours que j'étais un styliste londonien mais quand j'ai travaillé avec Steven, je suis devenu un styliste à part entière. »
Parmi ses réalisations pour le magazine italien, son projet le plus notable reste la production de son « Black Issue ». Celui-ci présente seulement des modèles noirs, dont Naomi Campbell, Jourdan Dunn ou Alek Wek. Il décrit son intention comme la fin du « brouillard blanc qui domine les podiums et les magazines ». Le numéro a un tel succès que tout est vendu aux États-Unis et au Royaume-Uni en 72 heures, ce qui conduit Condé Nast à imprimer plusieurs dizaines de milliers exemplaires supplémentaires,. Grâce à ce succès, il collabore à l'édition américaine, avec Anna Wintour et Grace Coddington. Il apparait d'ailleurs dans The September Issue où il se fait réprimander par l'influente rédactrice en chef.

#### W
Edward Enninful est sollicité en 2011 pour prendre la « direction du style » (« Creative and Fashion Director ») du magazine américain W, un titre haut de gamme de l'éditeur Condé Nast ; cette publication rencontre moins de succès à la fin des années 2000. Sous la direction d'Edward Enninful, W suscite une attention accrue pour son contenu plus risqué. Il est l'initiateur de la couverture de mars 2012 prise par Steven Klein avec Kate Moss représentée comme une nonne, une couverture avec la chanteuse Nicki Minaj habillée comme une courtisane française du XVIIIe siècle, Rihanna avec des peintures tribales ou encore une série avec l'équipe de RuPaul's Drag Race,. Pour le numéro de novembre 2011, Edward Enninful collabore avec Steven Meisel sur une série de fausses publicités diffusées dans le magazine.
Une récession brutale et la concurrence de V Magazine et Interview ont malmené W pendant des années. La prise de contrôle d'Edward Enninful marque son renouveau. Le nombre de pages publicitaires augmente en 2012. Le directeur de la rédaction Stefano Tonchi affirme alors au New York Times qu'Edward Enninful reste une grande partie de ce succès. Entre-temps, il est récompensé en 2014 d'un « Isabella Blow Award » comme  « créateur de mode de l'année » par le British Fashion Council. 
À la suite des déclarations de Donald Trump, Edward Enninful pénètre également le territoire politique : il crée le projet vidéo « I Am An Immigrant », rassemblant de grands noms de la mode, de la musique et du cinéma pour montrer l'apport des personnes immigrées aux États-Unis,.

#### Voguebritannique
Après six années passées au W, Edward Enninful devient rédacteur en chef du British Vogue en août 2017. Ce qui fait de lui, le premier rédacteur en chef noir du magazine et le premier homme employé comme rédacteur en chef de l'édition britannique. Il remplace alors Alexandra Shulman qui quitte le magazine avec des ventes en chute. Sa nomination est largement saluée par le domaine de la mode. 
Quand Edward Enninful prend les rênes de la création, il a pour objectif de remodeler une publication centenaire et de la transformer en une plate-forme de mode contemporaine qui reflète davantage le public actuel. Il investit les réseaux sociaux pour la communication. Il recrute Naomi Campbell et Kate Moss comme « contributrices éditoriales », mais également divers jeunes journalistes et collaborateurs artistiques. Christian Louboutin souligne qu'Edward Enninful « possède une vision totalement innée de ce que la mode devrait être […] sans volonté de plaire ou d'obéir » aux codes. Ce changement de direction éditoriale ne se fait pas sans attirer les critiques. Ses efforts conduisent à une augmentation du trafic numérique, même si les ventes de l'édition papier fluctuent peu,, et à la signature de plusieurs dizaines de nouveaux annonceurs. En outre, alors que d'autres publications, y compris le Vogue américain, réduisent leurs parutions pendant la pandémie de 2020, l'édition britannique reste financièrement stable et continue à publier 12 gros numéros.
Pour son premier numéro, Edward Enninful fait une déclaration audacieuse : le « nouveau Vogue » souhaiterait avoir la mannequin métisse et militante féministe Adwoa Aboah en couverture ; celle-ci collabore régulièrement avec Enninful. Le premier numéro, dont il est responsable, sort en septembre 2017. Adwoa Aboah est finalement en couverture sur le numéro du mois suivant avec la mention « Great Britain » inscrite en gros. D'autres couvertures sont faites avec Stella Tennant, Oprah Winfrey, Rihanna (septembre 2018) photographiée par Nick Knight, Judi Dench (à 85 ans, la plus ancienne star en couverture du Vogue britannique), Madonna, le joueur de football Marcus Rashford, ou Margot Robbie avec Nicole Kidman (février 2018). Le numéro de septembre 2019 est supervisé par Meghan Markle la duchesse de Sussex ; celui-ci présente 15 femmes, dont Greta Thunberg, ou Jane Fonda sur la couverture. 
Edward Enninful charge Misan Harriman (en) de réaliser la couverture de septembre 2020. Ceci fait de lui le premier photographe noir à créer l'image d'une couverture de Vogue britannique, en plus d'un siècle d'histoire du magazine. Peu après, il collabore avec Kennedi Carter afin de photographier Beyoncé pour la couverture de novembre 2020. Kennedi Carter, à 21 ans, devient le plus jeune photographe de l'histoire du Vogue britannique à réaliser une couverture pour le magazine.
Edward Enninful, avec sa « vision plus inclusive de la mode », défend la diversité sur, mais aussi hors des pages du Vogue ainsi que la mixité sociale. Son prédécesseur Alexandra Shulman, a employé une équipe éditoriale entièrement blanche pour soutenir la publication. Depuis l'équipe est composée pour un quart de personnes de couleur. De par cette exigence de diversité, il travaille « avec sa tribu, constituée de gens qu'il aime, sans distinction de genre ou de couleur de peau » précise Christian Louboutin. 
Il est aussi « ouvertement homosexuel » se définissant comme « homme, noir et gay » même si sa vie privée reste discrète. Edward Enninful est fait officier de l'Ordre de l'Empire britannique en 2016 par la Reine, pour service rendu à la diversité dans la mode.  
Edward Enninful est en couverture du Time Magazine en septembre 2020, nommé « l'homme noir le plus important du paysage mondial de la mode ». Le personnage devient de plus en plus influant, avec près d'un million d'abonnés à son compte Instagram et un réseau important de relations,. En parallèle, des rumeurs courent sur le fait qu'il puisse remplacer Anna Wintour à la tête de l'édition américaine.

## Distinctions
- 2021 : Éditeur de l'année à la BSME (British Society of Magazine Editors)[18].
- 2021 : Leader of Change aux British Fashion Awards[19].
- 2021 : Ambassadeur mondial du Prince's Trust[20].
- 2022 : Global Media Trailblazer (pionnier des médias mondiaux) aux British LGBT Awards[21].
- 2023 : Le prix du visionnaire lors des CNMI Sustainable Fashion Awards[22],[23].

### Source
- Charlotte Brunel, « King Edward », l'express diX, no Les cahiers de L'Express,‎ 13 février 2019, p. 90 à 95.